# Nilsson Special Vehicles

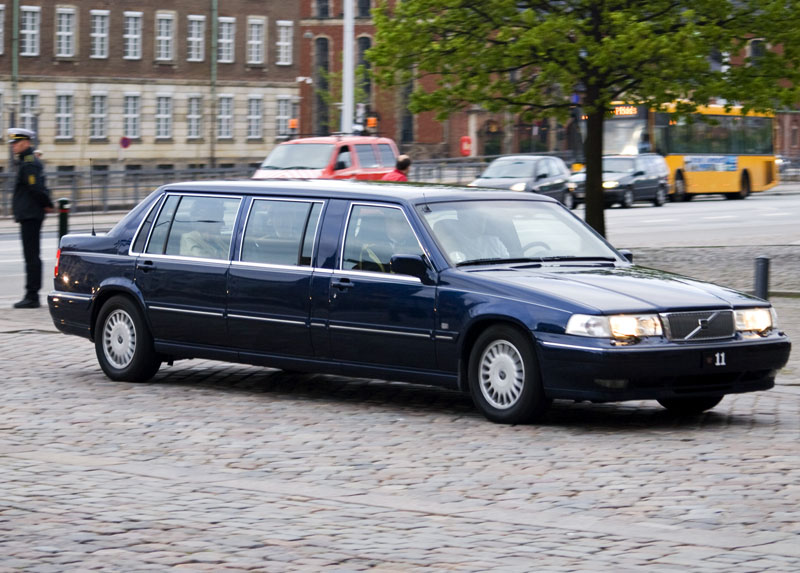
Volvo S90 limousine för danska hovet.

Nilsson Special Vehicles, tidigare Yngve Nilssons Karosseri AB, är en svensk karossbyggare i Laholm, som tillverkar ambulanser, limousiner och begravningsbilar. Kunderna finns framförallt i Europa. För närvarande byggs fordon främst på modellerna Volvo S90, V90 och XC90, men företaget bygger också karosser till Mercedes-, Volkswagen och Fordmodeller.
Yngve Nilsson Karosserifabrik grundades 1945 av Yngve Nilsson tillsammans med hustrun Linnea. Verkstaden började tillverka taxibilar, brandbilar och distributionsbilar och senare gjordes också  begravningsbilar. På 1960-talet startade samarbete med Volvo med ombyggnad av Volvo Amazon till servicefordon. Under många år byggde företager om Volvobilar till ambulansfordon som underleverantör till Volvo. Under 1970-talet byggdes specialversioner, limousiner och landauletter baserade på Volvo 264TE för den östtyska staten. Även specialversioner av Citroën-bilar byggdes för Östtyskland. Efter att Ford tagit över Volvo 1999, förändrades relationen med företaget och rollen som underleverantör till Volvo avslutades 2000. Företaget gick i konkurs 2003.
Företaget omstrukturerades 2004 till Nilsson Special Vehicles med nya ägare, och verksamheten återstartade i mindre skala under ledning av Ulf Corné. Bland annat breddades produktionen med ombyggnader av Mercedes och Peugeot. I slutet av 2015 genomförde företaget en nyemission för att bli noterat på First North och bolagets huvudägare är shejk Mohammed Al-Amoudi genom Midroc, som blev huvudägare redan 2007 med 49 procent.